# Adam Braz
Adam Braz (* 7. Juni 1981 in Montreal) ist ein ehemaliger kanadischer Fußballspieler.

## Vereinskarriere
Braz spielte auf Jugendebene für AS Jean-Talon Rosemont in der Quebec Elite Soccer League und wurde mehrfach bei kanadischen Meisterschaften für die Auswahlmannschaft von Quebec nominiert. In den Altersstufen U-15, U-17 und U-18 gewann er mit Quebec insgesamt zwei Gold- und eine Silbermedaille in den landesweiten Meisterschaften.
Nachdem er von 1999 bis 2001 für die Fairfield Stags, das Collegeteam der Fairfield University, in der Metro Atlantic Athletic Conference der NCAA Division I gespielt hatte, unterzeichnete der Abwehrspieler 2002 bei Montreal Impact in der USL A-League seinen ersten Profivertrag. Nach seiner ersten Profisaison absolvierte er Ende des Jahres ein Probetraining beim schwedischen Zweitligisten Västerås SK und wurde zur Saison 2003 verpflichtet.
Bereits 2004 kehrte Braz nach Kanada zurück und setzte seine Karriere bei Montreal fort. 2004 gewann er mit Impact durch einen 2:0-Finalerfolg über Seattle Sounders die Meisterschaft. Nach zwei weiteren Spielzeiten als Stammspieler, in denen man als Meister der Regular Season jeweils im Play-off-Halbfinale scheiterte, wurde er zur Saison 2007 vom neu gegründeten kanadischen MLS-Team Toronto FC unter Vertrag genommen. Nach durchwachsenen Leistungen für Toronto wurde er am Saisonende gewaivt und unterschrieb kurze Zeit später erneut bei Montreal Impact.
2008 gewann er mit dem Klub die Canadian Championship, das kanadische Qualifikationsturnier für die CONCACAF Champions League und stand mit dem Team als erste kanadische Mannschaft überhaupt in der Hauptrunde eines CONCACAF-Wettbewerbs. Dort platzierte man sich in der Gruppenphase punktgleich hinter dem mexikanischen Vertreter und späteren Turniersieger CF Atlante auf Rang 2 und zog damit ins Viertelfinale ein, in dem man Santos Laguna nach einem 2:0-Heimspielsieg und einer 2:1-Halbzeitführung im Rückspiel noch nach zwei Toren in der Nachspielzeit mit 2:5  unterlag und damit aus dem Turnier ausschied. 2009 folgte der zweite Meisterschaftsgewinn in der USL für Braz, nachdem man sich im kanadischen Finalduell gegen die Vancouver Whitecaps mit zwei Siegen durchsetzte.
Braz verkündete am 14. März 2011 seinen Rücktritt vom Profifußball und übernahm den Posten des Team-Managers bei Montreal Impact.

## Nationalmannschaft
Braz spielte zwischen 1998 und 2002 mehrfach für die kanadische U-20-Auswahl. 1998 scheiterte er mit dem Team in der CONCACAF-Qualifikation für die Junioren-Weltmeisterschaft 1999, 2001 stand er erneut im Aufgebot bei der U-20-Qualifikationsrunde, kam während der erfolgreichen Qualifikation aber nicht zum Einsatz und verpasste die Teilnahme an der Junioren-WM 2001 wegen einer Knieverletzung. 2004 bildete er mit Victor Oppong und Chris Pozniak die kanadische Abwehrformation im Olympia-Qualifikationsturnier (U-23), das Team schied aber ohne Punktgewinn in der Gruppenphase aus.
Zu seinem Länderspieldebüt in der kanadischen A-Nationalmannschaft kam der Innenverteidiger am 18. Januar 2004 in einem Freundschaftsspiel gegen Barbados. Zu seinen einzigen Pflichtspielen für Kanada kam Braz 2005 im Rahmen des CONCACAF Gold Cups, als er gemeinsam mit Josh Simpson die Außenverteidigerpaar, Kanada schied nach Niederlagen gegen Costa Rica und die USA bereits in der Vorrunde aus. Zwei Jahre später gehörte er beim Halbfinaleinzug im CONCACAF Gold Cup 2007 erneut zum kanadischen Kader, blieb in der Mannschaft um das Innenverteidigerduo Richard Hastings und André Hainault aber ohne Einsatz und kam seither auch zu keinen weiteren Auftritten im Nationalteam.

## Erfolge
auf Vereinsebene:
- Meister USL First Division: 2004, 2009
- Canadian Championship: 2008